# Patinação de velocidade nos Jogos Pan-Americanos de 2015 - 500 m masculino
A competição 500 m masculino da patinação de velocidade sobre rodas nos Jogos Pan-Americanos de 2015 foi disputada por doze patinadores na escola  católica São João Paulo II em Toronto no dia 13 de julho. 

## Calendário
Horário local (UTC-4).
| Data        | Horário | Fase      |
| ----------- | ------- | --------- |
| 13 de julho | 9:56    | Semifinal |
| 13 de julho | 10:41   | Final     |

## Medalhistas
| Ouro   | COL Pedro Causil       |
| Prata  | ARG Ezequiel Capellano |
| Bronze | MEX Jorge Martínez     |

## Resultados

### Semifinal - bateria 1
| Pos. | Patinador           | Nacionalidade            | Tempo  | Notas |
| ---- | ------------------- | ------------------------ | ------ | ----- |
| 1    | Jhoan Guzman Bitar  | VEN Venezuela            | 38.948 | Q     |
| 2    | Ezequiel Capellano  | ARG Argentina            | 39.025 | Q     |
| 3    | Emanuelle Silva     | CHI Chile                | 39.045 |       |
| 4    | Mauricio García     | DOM República Dominicana | 39.358 |       |
| 5    | Carlos Montoya Arce | CRC Costa Rica           | 39.635 |       |
| 6    | Christopher Fiola   | CAN Canadá               | 39.926 |       |

### Semifinal - bateria 2
| Pos. | Patinador               | Nacionalidade      | Tempo  | Notas |
| ---- | ----------------------- | ------------------ | ------ | ----- |
| 1    | Pedro Causil            | COL Colômbia       | 39.955 | Q     |
| 2    | Jorge Martínez          | MEX México         | 40.025 | Q     |
| 3    | Jarrett Paul            | USA Estados Unidos | 40.134 |       |
| 4    | Javier Sepulveda Toro   | PUR Porto Rico     | 40.224 |       |
| 5    | Eduardo Mollinedo Oliva | GUA Guatemala      | 40.518 |       |
| 6    | Odir Miranda            | ESA El Salvador    | 41.197 |       |

### Final
| Pos.              | Patinador          | Nacionalidade | Tempo  | Notas |
| ----------------- | ------------------ | ------------- | ------ | ----- |
| Medalha de ouro   | Pedro Causil       | COL Colômbia  | 40.650 |       |
| Medalha de prata  | Ezequiel Capellano | ARG Argentina | 40.909 |       |
| Medalha de bronze | Jorge Martínez     | MEX México    | 41.146 |       |
| 4                 | Jhoan Guzman Bitar | VEN Venezuela | 41.313 |       |